# St. Peter und Paul (Asbach)

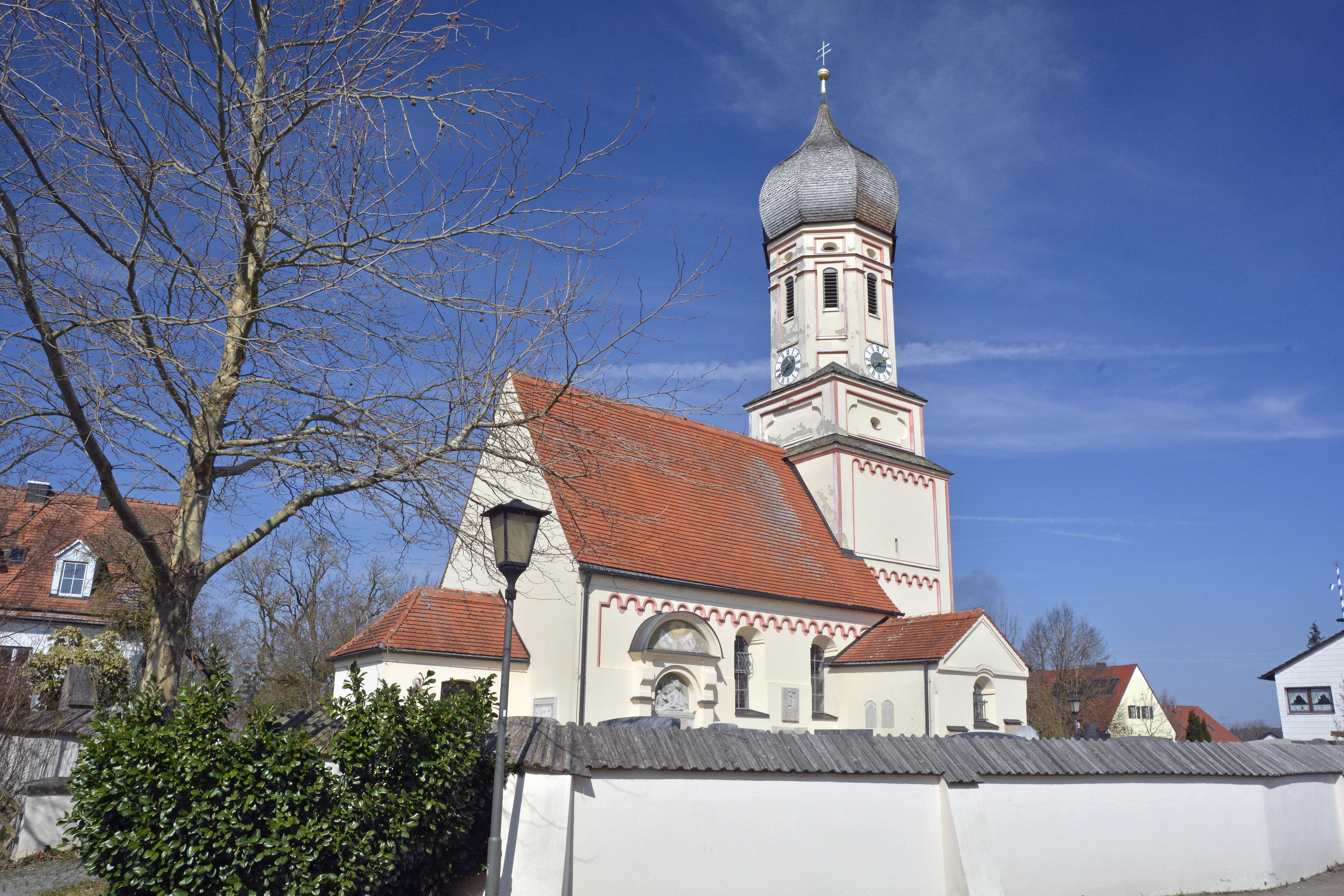
St. Peter und Paul in Asbach

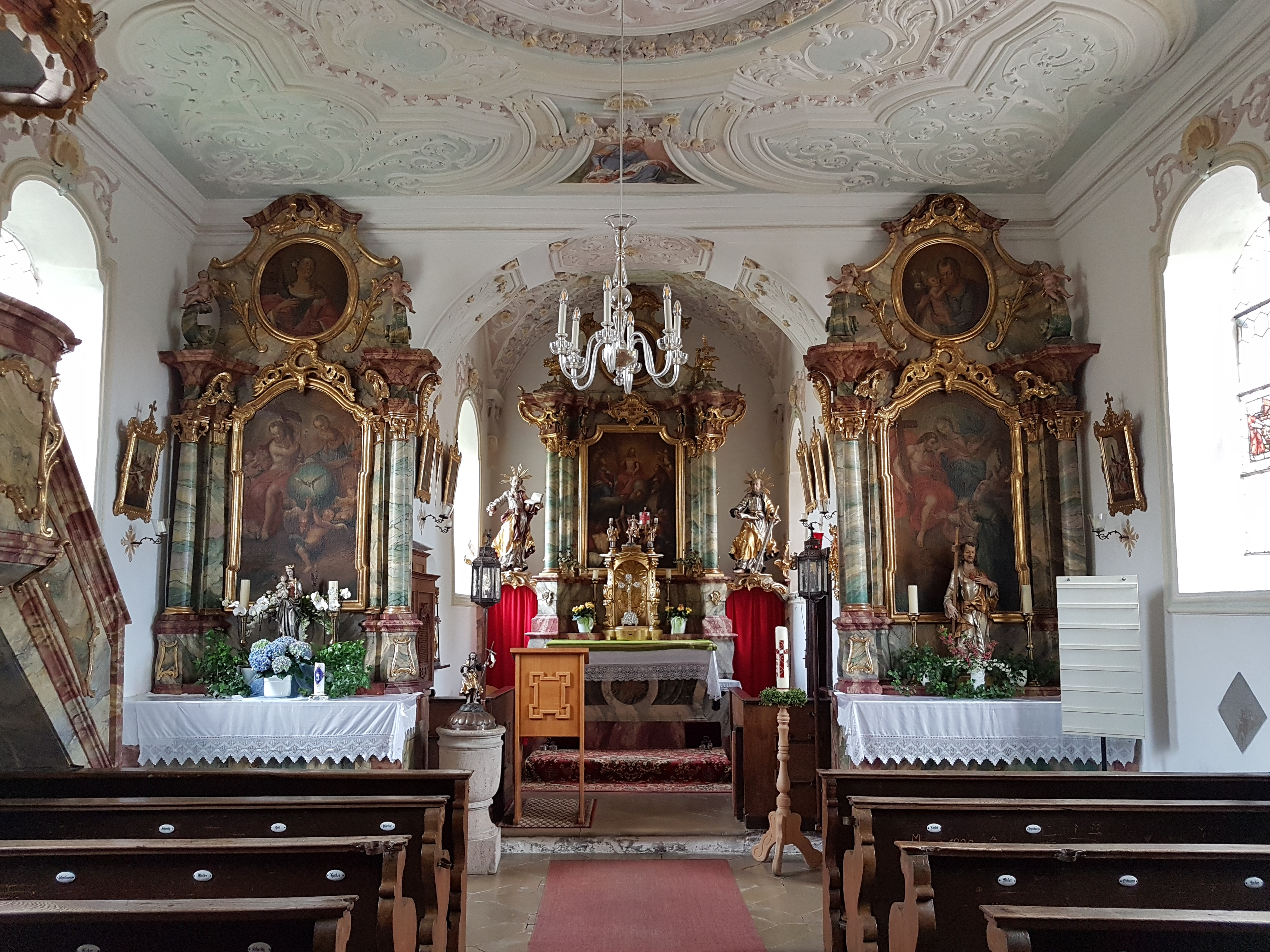
Innenraum

Die römisch-katholische Pfarrkirche St. Peter und Paul steht in Asbach, einem Gemeindeteil von Petershausen im Landkreis Dachau in Bayern. Das Bauwerk ist in der Liste der Baudenkmäler in Petershausen unter der Nr. D-1-74-136-4 eingetragen. Die Kirche gehört zum Dekanat Dachau im Erzbistum München und Freising.

## Beschreibung
Die im Kern romanische Saalkirche wurde um 1715/20 barock umgestaltet. Sie besteht aus einem Langhaus, unter dessen Dachtraufe sich ein Bogenfries befindet, und einem Chorturm auf quadratischem Grundriss im Osten, dessen untere Geschosse ebenfalls mit Bogenfriesen abschließen. Bei der Barockisierung wurde er mit einem achteckigen Geschoss aufgestockt, das die Turmuhr und den Glockenstuhl beherbergt, und mit einer Zwiebelhaube bedeckt.
Der Innenraum des Langhauses ist mit einer stuckierten Flachdecke überspannt. Die Kirchenausstattung stammt aus dem 18. Jahrhundert. Auf dem Altarretabel des Hochaltars ist Jesus Christus mit einem Heiligenschein dargestellt.
Die Orgel wurde 2012 von der Münchner Orgelbau Johannes Führer errichtet.